# Музыкальный (Краснодар)
Музыка́льный — микрорайон на севере Краснодара, входит в состав Прикубанского внутригородского округа.
На момент 2021 года население Музыкального, по разным оценкам, составляло от 30 до 70 тысяч человек.
Своё название получил из-за названия улиц в честь известных российских композиторов.

## История возникновения
До 2005 года территория Музыкального микрорайона относилась к землям сельскохозяйственного назначения. Здесь располагались пашня, сады, пастбища и болота. В 2005 году губернатор Краснодарского края Александр Ткачёв издал постановление, которым изменил категорию этих земель с сельского хозяйства на земли поселений. В том же году эту землю приобрела компания «Газпромбанк-Инвест» и вскоре передала её своей дочерней компании «ГазпромбанкИнвест-Кубань».
В начале 2006 года администрация Краснодарского края и «ГазпромбанкИнвест-Кубань» заключили соглашение о строительстве нового «жилого комплекса» на этой территории.
После начала мирового финансового кризиса конца 2000-х годов TriGránit начала сворачивать российские проекты, часть оставив нереализованными, а часть — продав другим игрокам. Земля на севере Краснодара была распродана множеству частных предпринимателей, которые и занимались строительством Музыкального микрорайона.
Журналисты издания «Протокол» предполагают, что компанию TriGránit привести в Краснодар мог бизнесмен Олег Дерипаска.

## Критика и анализ причин неблагоустроенности
В 2015 году первый заместитель мэра Краснодара Михаил Фролов заявил, что Музыкальный микрорайон появился при попустительстве судов, обеспечивающих нелегальным застройщикам «правильные» судебные решения. В 2017 году, главный архитектор Краснодарского края Юрий Рысин сказал, что за несколько лет бесконтрольной застройки вблизи от центра города «мы получили настоящие фавелы».
В 2018 году вице-губернатор Краснодарского края  Андрей Алексеенко сказал, что Музыкальный проще снести, чем благоустроить. В том же году заместитель главы администрации Калининского сельского округа  Краснодара Виталий Катунин сказал: «По моему личному мнению, я считаю, что в первую очередь виноват тот судья, который не вник до конца, когда узаконил первый дом. Создал прецедент и так получилось, как в известном анекдоте, n-ное количество раз. Если говорить более подробно, более 250 раз произошло это на районе Музыкальный».
В 2019 году блогер и общественный деятель Илья Варламов опубликовал 18-минутный сюжет о микрорайоне. Прогуливаясь по Музыкальному, он назвал его «возможно, худшим микрорайоном России» и сравнил его с африканскими трущобами, в 2022 году блогер включил район в список худшей недвижимости России.
Расследование издания «Протокол» подтверждает узаконивание «самостроев» через Прикубанский районный суд Краснодара. Некоторые из тех, кто участвовал в строительстве домов на территории современного Музыкального микрорайона, были осуждены за мошенничество. В строительстве нового микрорайона участвовал депутат Законодательного собрания Краснодарского края и генеральный директор компании «АлМакс» Александр Агеев.